# 파트리시오 에스코발
파트리시오 페드로 에스코발 로페스(스페인어: Patricio Pedro Escobal López; 1903년 8월 24일, 라 리오하 주 로그로뇨 ~ 2002년 사망일 미상, 뉴욕 주 뉴욕 시)는 페리코 에스코발(스페인어: Perico Escobal)로도 알려진 전 축구 선수로, 레알 마드리드에서 주장을 역임했었다. 또한 마드리드의 우리 추념의 성모 대학교에서 학업을 병행하여 공학 학위를 따기도 했다. 스페인 내전에는 좌익 공화파로 참전하여 전쟁 초에 국민파의 포로로 잡히기도 했다. 그러나 다수의 공화파 포로와 다르게 그는 축구인이었다는 점으로 목숨을 건졌고, 고문이나 인권 유린의 대상에서 제외되었었다. 그는 난중의 시련을 미국 추방 후에 책으로 냈는데, 제목은 포대(Las Sacas)였다. 폴 프레스턴 역사학자에 따르면 "그를 죽음에 이를 수도 있던 치욕적인 순간"에서 빠져나왔다고 짚었다

## 경력
1920년, 그는 공학 학업을 병행하면서 레알 마드리드에 입단했고, 1927-28 시즌에 지병이 들기 전까지 활약했다. 그는 축구를 그만둘 것을 권고받았지만 1930-31 시즌에 은퇴를 번복하여 라싱 마드리드와 나시오날 마드리드에서 활동하였는데, 라싱은 시즌 후 대회 참가를 전면적으로 그만두었다. 그는 파리에서 열린 1924년 하계 올림픽에서 스페인 선수단의 주장을 맡으면서, 라 리오하 출신으로는 최초로 대회에 참가하게 되었다. 그의 은퇴 전 마지막 경기는 1934년 9월 2일에 로그로뇨 선수로 치른 경기였다.

## 통계
1927-28 시즌, 그는 지병으로 축구를 그만둘 것을 권고받았지만, 라싱 마드리드와 나시오날 마드리드에서 활약했는데, 현재 그의 당시 통계는 남아있지 않다. 잠시 칩거에 들어간 그는 하얀 군단 복귀를 거쳐 로그로뇨로 가 경력을 마쳤다.

## 내전과 추방
스페인 내전 당시 그는 국민파의 전쟁 포로로 잡혔고, 30년 징역형을 선고받았고, 이후 그는 4번 탈옥을 시도했다. 그는 쿠바로 추방된 뒤 미국으로 건너갔다. 이후 그는 퀸스에 정착했다.

## 프랑코 사후
스페인의 독재자 프랑코가 사망한 후, 에스코발은 1968년에 쓴 회고록이 주목을 받았는데, 1974년에 "죽음의 회랑"(Death row)에서 해적판만으로 돌아다니던 책이 "포대"라는 책명으로 출판되었기 때문이었다.(카스트로 출판)
- Patricio Pedro Escobal López (1981). 《Las Sacas》. Ediciós do Castro. ISBN 978-84-85920-01-3.